# La mansión Rossa
La mansión Rossa fue un programa de televisión chileno transmitido por Vía X. Era un spin-off de la serie infantil El mundo del profesor Rossa, emitida entre 1983 y 2002, que recoge su objetivo educativo, pero orientado hacia un público adolescente y juvenil. Era emitida de lunes a viernes a las 23:00 h. (De lunes a jueves nuevos episodios y los viernes el resumen semanal del programa). 

## Argumento
En la serie se incluyó a los tres personajes originales de El mundo del profesor Rossa; el "Profesor Rossa" (interpretado por Iván Arenas), quien explicaba didácticamente los misterios de la naturaleza a un palomo antropomorfo llamado "Guru-Guru" debido al sonido gutural que emiten las palomas (interpretado por Claudio Moreno) y a "Don Carter" (Juan Alcayaga), el cartero amigo de la familia. Los personajes llegaron a vivir a una nueva casa, la mansión Rossa.
En el programa los protagonistas utilizaban un lenguaje más atrevido que en la serie original, incluyendo garabatos, y hacían referencia a "El video prohibido", un famoso video surgido en 2001, donde los personajes usaban lenguaje vulgar en las grabaciones, y que erróneamente se cree que provocó el fin de El mundo del profesor Rossa.

## Fin del programa
A pesar de la buena recepción del programa por parte del público y de la crítica, los actores no aceptaron las exigencias del director de Vía X para la renovación del contrato para la segunda temporada, fueron despedidos del canal, por lo que el programa fue cancelado de manera inmediata y finalizó luego de emitirse un total de 91 capítulos.

Iván Arenas decidió marginarse de Vía X, al igual que Claudio Moreno y Juan Alcayaga debido a diferencias surgidas con el gerente y dueño del canal Vía X, Luis Venegas, quien pretendía manejar en forma exclusiva la representación del trío, lo que no es posible porque yo soy su manager más el abogado Ramón Ossa que maneja los intereses de los personajes. Además, este señor quería tener un porcentaje de todos los eventos privados.
Sandra Muñoz, manager de los actores del Profesor Rossa

Juan Alcayaga, Don Carter, también confirmó el fin del vínculo laboral con su ex-casa televisiva: Via X y afirmó:

Aún es incierto si vamos a tener canal o no, pero de momento tenemos programadas giras por varias regiones y el festival. No crean que pedimos más plata, al contrario, fue por una tontera; Cuando se te impone una persona e intentan manejarte, es mejor llegar hasta ahí nomás. Querían tener control de los personajes. "La mansión Rossa" quedó en manos de Vía X.
Juan Alcayaga, actor que interpreta a Don Carter

Luego de varias conversaciones y especulaciones con distintos canales, finalmente se llegó a un acuerdo con TVN para continuar con el programa, esta vez bajo el nombre de La dimensión Rossa.

## Personajes
| Personaje      | Intérprete     |
| -------------- | -------------- |
| Profesor Rossa | Iván Arenas    |
| Guru-Guru      | Claudio Moreno |
| Don Carter     | Juan Alcayaga  |

## Episodios
| Temporada | Episodio | Título                   | Estreno                  |
| --------- | -------- | ------------------------ | ------------------------ |
| 1         | 1        | «La Bienvenida»          | 8 de agosto de 2011      |
| 1         | 2        | «No confunda»            | 9 de agosto de 2011      |
| 1         | 3        | «En panne»               | 10 de agosto de 2011     |
| 1         | 4        | «El ajedrez»             | 11 de agosto de 2011     |
| 1         | 5        | «La cueva»               | 15 de agosto de 2011     |
| 1         | 6        | «La reunión»             | 16 de agosto de 2011     |
| 1         | 7        | «El karateca»            | 17 de agosto de 2011     |
| 1         | 8        | «El queque»              | 18 de agosto de 2011     |
| 1         | 9        | «El concurso»            | 22 de agosto de 2011     |
| 1         | 10       | «Sincicial»              | 23 de agosto de 2011     |
| 1         | 11       | «El diccionario»         | 24 de agosto de 2011     |
| 1         | 12       | «El pajarito»            | 25 de agosto de 2011     |
| 1         | 13       | «Yo soy»                 | 29 de agosto de 2011     |
| 1         | 14       | «La mosca»               | 30 de agosto de 2011     |
| 1         | 15       | «El más rápido»          | 31 de agosto de 2011     |
| 1         | 16       | «WC»                     | 1 de septiembre de 2011  |
| 1         | 17       | «La celebración»         | 5 de septiembre de 2011  |
| 1         | 18       | «El candidato»           | 6 de septiembre de 2011  |
| 1         | 19       | «La protesta»            | 7 de septiembre de 2011  |
| 1         | 20       | «El surf»                | 8 de septiembre de 2011  |
| 1         | 21       | «Ladrones»               | 12 de septiembre de 2011 |
| 1         | 22       | «El barro»               | 13 de septiembre de 2011 |
| 1         | 23       | «Los lentes»             | 14 de septiembre de 2011 |
| 1         | 24       | «Juegos patrios»         | 15 de septiembre de 2011 |
| 1         | 25       | «El desfile»             | 20 de septiembre de 2011 |
| 1         | 26       | «El ascenso»             | 21 de septiembre de 2011 |
| 1         | 27       | «Alienígena»             | 22 de septiembre de 2011 |
| 1         | 28       | «Talento criollo»        | 26 de septiembre de 2011 |
| 1         | 29       | «Puro cuento»            | 27 de septiembre de 2011 |
| 1         | 30       | «El teatro»              | 28 de septiembre de 2011 |
| 1         | 31       | «Friolento»              | 29 de septiembre de 2011 |
| 1         | 32       | «Los chocolates»         | 3 de octubre de 2011     |
| 1         | 33       | «Machismo»               | 4 de octubre de 2011     |
| 1         | 34       | «Defensa personal»       | 5 de octubre de 2011     |
| 1         | 35       | «Un malentendido»        | 6 de octubre de 2011     |
| 1         | 36       | «Yo lo vi primero»       | 11 de octubre de 2011    |
| 1         | 37       | «Mitos y supersticiones» | 12 de octubre de 2011    |
| 1         | 38       | «Naturalmente»           | 13 de octubre de 2011    |
| 1         | 39       | «Hipnosis»               | 17 de octubre de 2011    |
| 1         | 40       | «Aseo total»             | 18 de octubre de 2011    |
| 1         | 41       | «No metas las patas»     | 19 de octubre de 2011    |
| 1         | 42       | «Se nos fue»             | 20 de octubre de 2011    |
| 1         | 43       | «El desfile de modas»    | 24 de octubre de 2011    |
| 1         | 44       | «El agua»                | 25 de octubre de 2011    |
| 1         | 45       | «El vino sin alcohol»    | 26 de octubre de 2011    |
| 1         | 46       | «La broma»               | 27 de octubre de 2011    |
| 1         | 47       | «Las abejas»             | 2 de noviembre de 2011   |
| 1         | 48       | «Las emociones»          | 3 de noviembre de 2011   |
| 1         | 49       | «Control remoto»         | 7 de noviembre de 2011   |
| 1         | 50       | «Artistas callejeros»    | 8 de noviembre de 2011   |
| 1         | 51       | «Las maletas»            | 9 de noviembre de 2011   |
| 1         | 52       | «El lobo»                | 10 de noviembre de 2011  |
| 1         | 53       | «Acabo de mundo»         | 14 de noviembre de 2011  |
| 1         | 54       | «Recordando»             | 15 de noviembre de 2011  |
| 1         | 55       | «Barcelona»              | 16 de noviembre de 2011  |
| 1         | 56       | «Canguro»                | 17 de noviembre de 2011  |
| 1         | 57       | «El búho»                | 21 de noviembre de 2011  |
| 1         | 58       | «El ballet»              | 22 de noviembre de 2011  |
| 1         | 59       | «A todo ritmo»           | 23 de noviembre de 2011  |
| 1         | 60       | «El esqueleto»           | 24 de noviembre de 2011  |
| 1         | 61       | «La caña»                | 28 de noviembre de 2011  |
| 1         | 62       | «El insectario»          | 29 de noviembre de 2011  |
| 1         | 63       | «El encantador»          | 30 de noviembre de 2011  |
| 1         | 64       | «Poder volar»            | 1 de diciembre de 2011   |
| 1         | 65       | «Los sonidos»            | 5 de diciembre de 2011   |
| 1         | 66       | «Los reflejos»           | 6 de diciembre de 2011   |
| 1         | 67       | «Los chefs»              | 7 de diciembre de 2011   |
| 1         | 68       | «Sapo exótico»           | 8 de diciembre de 2011   |
| 1         | 69       | «Películas»              | 12 de diciembre de 2011  |
| 1         | 70       | «Pájaro carpintero»      | 13 de diciembre de 2011  |
| 1         | 71       | «¡Qué calor!»            | 14 de diciembre de 2011  |
| 1         | 72       | «Volando, volando»       | 15 de diciembre de 2011  |
| 1         | 73       | «Cumpleaños feliz»       | 19 de diciembre de 2011  |
| 1         | 74       | «La electricidad»        | 20 de diciembre de 2011  |
| 1         | 75       | «Ping pong»              | 21 de diciembre de 2011  |
| 1         | 76       | «Tradiciones»            | 22 de diciembre de 2011  |
| 1         | 77       | «Super ridículo»         | 26 de diciembre de 2011  |
| 1         | 78       | «Caracoles»              | 27 de diciembre de 2011  |
| 1         | 79       | «La rana»                | 28 de diciembre de 2011  |
| 1         | 80       | «Concentración»          | 29 de diciembre de 2011  |
| 1         | 81       | «Los nidos»              | 2 de enero de 2012       |
| 1         | 82       | «El bowling»             | 3 de enero de 2012       |
| 1         | 83       | «Es pero no es»          | 4 de enero de 2012       |
| 1         | 84       | «Pasar piola»            | 5 de enero de 2012       |
| 1         | 85       | «Potoball»               | 9 de enero de 2012       |
| 1         | 86       | «Los récords»            | 10 de enero de 2012      |
| 1         | 87       | «Cámara escondida»       | 11 de enero de 2012      |
| 1         | 88       | «Los jeroglíficos»       | 12 de enero de 2012      |
| 1         | 89       | «Bajando de peso»        | 16 de enero de 2012      |
| 1         | 90       | «Los nudos»              | 17 de enero de 2012      |
| 1         | 91       | «La puerta»              | 18 de enero de 2012      |

## Vuelta a la pantalla
En marzo del año 2015, vuelve a ser emitida por el mismo canal Via X, repitiendo los capítulos anteriormente emitidos, se desconoce si la serie tendrá nuevos episodios.